# Український дитячий центр «Барвінок» (Йонкерс)
Український дитячий центр «Барвінок» (Український дитячий заклад «Барвінок»; англ. Barvinok Children's Center) — центр дошкільного навчання, розташований у Йонкерсі (штат Нью-Йорк, США). Створений у 2011 році на базі школи українознавства в Йонкерсі, центр «Барвінок» є одним із найбільших українських закладів дошкільного навчання у Сполучених Штатах Америки.

## Діяльність
Український дитячий центр «Барвінок» було засновано у 2011 році; за словами засновниці закладу Світлани Хмурковської-Фай, «Барвінок» було створено «через недостатню увагу у США до дошкільного навчання». У 2014 році дитячий центр «Барвінок» відвідав Міністр культури України Євген Нищук.
Чинною директоркою «Барвінку» є Світлана Хмурковська-Фай. Станом на вересень 2014 року у дитячому центрі «Барвінок» навчалося 22 дитини віком від двох до п'яти років. Більшу частину вихованців становлять діти іммігрантів з України, однак діти інших національностей також навчаються у «Барвінку». Навчання у закладі є двомовним: окрім базового англомовного навчання, вихованці «Барвінка» вчать також українську мову. Окрема увага у закладі приділяється вивченню український традицій та української культури загалом.
Центр «Барвінок» співпрацює із школою українознавства в Йонкерсі, греко-католицькою церквою міста та із українською громадою Йонкерса загалом. Вихованці та працівники закладу беруть активну участь у підтримці України на фоні російської агресії проти України.